# Synaphris
Synaphris (Simon, 1894) è un genere di ragni appartenente alla famiglia Synaphridae.

## Etimologia
Non è chiara l'etimologia di questo genere.

## Caratteristiche
Sono ragni di dimensioni medio-grandi; per le caratteristiche più generiche vedi la voce della famiglia Synaphridae.

### Maschi
I maschi si distinguono dagli altri di Cepheia e Africepheia per il conduttore dei pedipalpi che non copre il cymbium in vista prolaterale, come accade in questi due generi, e per la presenza, sempre sul conduttore, di una lamella e di una regione basale, glabra e membranosa sul lato prolaterale del cymbium, entrambi assenti in Cepheia e Africepheia.

### Femmine
Si differenziano dalle Africepheia per i dotti copulatori, strutture dell'epigino, che sono avvolti intorno a sé stessi non più di quattro volte, invece di una dozzina di volte come in Africepheia; da Cepheia si differenziano sempre per i dotti copulatori: le Synaphris li hanno avvolti intorno a sé stessi, le Cepheia intorno alla spermateca.

## Distribuzione
Il genere è il più diffuso della famiglia ed è stato finora rinvenuto nell'Europa mediterranea, nell'Africa, in Asia centrale, nelle Isole Canarie e nel Madagascar.

## Tassonomia
La specie di riferimento per la prima classificazione di questo genere fu la Grammonota letourneuxi (Simon, 1884); dallo stesso autore fu denominata 10 anni dopo come Synaphris, Simon 1894 e attribuita alla famiglia Theridiidae; da uno studio degli aracnologi Levi & Levi del 1962 l'intero genere venne trasferito alla famiglia Symphytognathidae.
Nel 1977 fu provvisoriamente assegnato ai Mysmenidae da uno studio di Forster & Platnick; infine, nel 2003 Marusik e Lehtinen hanno assurto le caratteristiche principali di questo genere al rango di famiglia (Synaphridae) ed è stato qui definitivamente collocato.
Attualmente, a dicembre 2012, si compone di 11 specie:
- Synaphris agaetensis Wunderlich, 1987 - Isole Canarie
- Synaphris calerensis Wunderlich, 1987 - Isole Canarie
- Synaphris dalmatensis Wunderlich, 1980 - Croazia
- Synaphris franzi Wunderlich, 1987 - Isole Canarie
- Synaphris lehtineni Marusik, Gnelitsa & Kovblyuk, 2005 - Ucraina
- Synaphris letourneuxi (Simon, 1884)[3] - Egitto
- Synaphris orientalis Marusik & Lehtinen, 2003 - Turkmenistan
- Synaphris saphrynis Lopardo, Hormiga & Melic, 2007 - Spagna
- Synaphris schlingeri Miller, 2007 - Madagascar
- Synaphris toliara Miller, 2007 - Madagascar
- Synaphris wunderlichi Marusik & Zonstein, 2011 - Israele